# Rudy LaRusso
Rudolph A. LaRusso, detto Rudy (Brooklyn, 11 novembre 1937 – Los Angeles, 9 luglio 2004), è stato un cestista statunitense, professionista nella NBA.

## Carriera
Venne selezionato dai Minneapolis Lakers al secondo giro del Draft NBA 1959 (10ª scelta assoluta).

## Statistiche

### NBA

#### Regular Season
| Anno      | Squadra            | PG  | PT | MP   | TC%  | 3P% | TL%  | RP   | AP  | PRP | SP | PP   |
| --------- | ------------------ | --- | -- | ---- | ---- | --- | ---- | ---- | --- | --- | -- | ---- |
| 1959-1960 | Minneapolis Lakers | 71  | -  | 29,5 | 38,9 | -   | 74,2 | 9,6  | 1,2 | -   | -  | 13,7 |
| 1960-1961 | L.A. Lakers        | 79  | -  | 32,8 | 41,9 | -   | 79,0 | 9,9  | 1,7 | -   | -  | 14,6 |
| 1961-1962 | L.A. Lakers        | 80  | -  | 34,4 | 46,6 | -   | 76,3 | 10,4 | 2,2 | -   | -  | 17,2 |
| 1962-1963 | L.A. Lakers        | 75  | -  | 33,4 | 42,2 | -   | 71,8 | 10,0 | 2,5 | -   | -  | 12,3 |
| 1963-1964 | L.A. Lakers        | 79  | -  | 34,8 | 43,4 | -   | 75,1 | 10,1 | 2,4 | -   | -  | 12,3 |
| 1964-1965 | L.A. Lakers        | 77  | -  | 33,6 | 46,1 | -   | 77,3 | 9,4  | 2,6 | -   | -  | 14,1 |
| 1965-1966 | L.A. Lakers        | 76  | -  | 30,5 | 45,7 | -   | 78,7 | 8,7  | 2,2 | -   | -  | 15,4 |
| 1966-1967 | L.A. Lakers        | 45  | -  | 28,7 | 41,5 | -   | 69,6 | 7,8  | 1,7 | -   | -  | 12,8 |
| 1967-1968 | S.F. Warriors      | 79  | -  | 35,7 | 43,3 | -   | 79,0 | 9,4  | 2,3 | -   | -  | 21,8 |
| 1968-1969 | S.F. Warriors      | 75  | -  | 37,1 | 41,0 | -   | 79,4 | 8,3  | 2,1 | -   | -  | 20,7 |
| Carriera  | Carriera           | 736 | -  | 33,3 | 43,1 | -   | 76,7 | 9,4  | 2,1 | -   | -  | 15,6 |

#### Playoffs
| Anno     | Squadra            | PG | PT | MP   | TC%  | 3P% | TL%  | RP  | AP  | PRP | SP | PP   |
| -------- | ------------------ | -- | -- | ---- | ---- | --- | ---- | --- | --- | --- | -- | ---- |
| 1960     | Minneapolis Lakers | 9  | -  | 35,7 | 42,4 | -   | 77,1 | 7,8 | 2,4 | -   | -  | 15,4 |
| 1961     | L.A. Lakers        | 12 | -  | 30,0 | 39,6 | -   | 66,7 | 8,0 | 2,0 | -   | -  | 12,2 |
| 1962     | L.A. Lakers        | 13 | -  | 35,5 | 36,5 | -   | 75,8 | 9,1 | 1,7 | -   | -  | 14,1 |
| 1963     | L.A. Lakers        | 13 | -  | 35,8 | 42,2 | -   | 76,0 | 9,8 | 2,2 | -   | -  | 14,4 |
| 1964     | L.A. Lakers        | 5  | -  | 37,8 | 39,4 | -   | 86,4 | 6,0 | 2,2 | -   | -  | 9,0  |
| 1965     | L.A. Lakers        | 11 | -  | 35,9 | 40,9 | -   | 71,6 | 8,1 | 2,6 | -   | -  | 15,0 |
| 1966     | L.A. Lakers        | 14 | -  | 28,4 | 46,0 | -   | 79,1 | 7,1 | 1,9 | -   | -  | 11,9 |
| 1968     | S.F. Warriors      | 10 | -  | 38,5 | 39,6 | -   | 72,8 | 9,9 | 1,7 | -   | -  | 20,3 |
| 1969     | S.F. Warriors      | 6  | -  | 35,8 | 37,8 | -   | 77,4 | 8,5 | 2,5 | -   | -  | 18,2 |
| Carriera | Carriera           | 93 | -  | 34,3 | 40,5 | -   | 75,1 | 8,4 | 2,1 | -   | -  | 14,5 |

## Palmarès
- NBA All-Defensive Second Team (1969)
- 5 volte NBA All-Star (1962, 1963, 1966, 1968, 1969)